# نانسي سبيرو
كانت نانسي سبيرو (24 أغسطس 1926- 18 أكتوبر 2009) فنانة بصرية أمريكية. وُلدت في كليفلاند، أوهايو، وعاشت معظم حياتها في مدينة نيويورك. تزوجت الفنان ليون غولوب وتعاونت معه. حظيت نانسي بحياة مهنية امتدت خمسين عامًا بصفتها فنانة وناشطة. اشتُهرت بانخراطها المستمر بالقضايا السياسية والاجتماعية والثقافية المعاصرة. أرّخت سبيرو الحروب والعنف المروع بالإضافة إلى توضيحها رؤى نهضة النشوة ودورات الحياة الاحتفالية. كانت شبكتها المعقدة من الأصوات الجماعية والفردية حافزًا لإنشاء معجمها الرمزي الذي يمثل النساء منذ عصور ما قبل التاريخ حتى الوقت الحاضر في لوحات وكولاج على ورق بقياس ملحمي مثل تعذيب النساء (1976)، وملاحظات في الزمان عن النساء (1979) واللغة الأولى (1981). في عام 2010، أُعيد تحريك ملاحظات في الزمان بصورة أخيرة باعتبارها لفيفة رقمية في مجلة تريبل كانوبي الإلكترونية. أقامت سبيرو عددًا من المعارض الاستذكارية في متاحف كبرى.

## سنيها الأولى
وُلدت سبيرو في كليفلاند، أوهايو في 1926. انتقلت عائلتها بعد عام إلى شيكاغو حيث ترعرعت. بعد تخرجها في ثانوية نيو تراير، درست في مدرسة معهد الفنون في شيكاغو، وتخرجت في 1949. بين أقران سبيرو في معهد الفنون كان الجندي الشاب الذي عاد من الخدمة في الحرب العالمية الثانية ليون غولوب. قدمت سبيرو وغولوب معارض في مركز فنون هايدي بارك في شيكاغو باعتبارهما جزءًا من مجموعة مونستر روستر. بعد تخرج سبيرو في معهد الفنون في شيكاغو، تابعت دراسة الرسم في باريس في المدرسة الوطنية للفنون الجميلة ومرسم أندريه لوت، وهو رسام تكعيبي ومعلم وناقد مبكر. بُعيد عودتها إلى الولايات المتحدة في 1950، تزوجت ليون غولوب واستقر الفنانان في شيكاغو.
من عام 1956 إلى 1957، عاشت سبيرو وغولوب وتعاونا في إيطاليا، بينما كانا يربيان أبناءهما الثلاثة. كانت سبيرو وغولوب ملتزمين بالقدر نفسه باكتشاف تمثيل حداثي للشكل الإنساني، مع أصداء حكاياه وفنه التاريخية، حتى عندما أصبحت التعبيرية التجريدية الأسلوب السائد. في فلورنسا وإسكيا، افتُتنت سبيرو بشكل وأسلوب ومزاج التصوير الجصي والناووس الإتروري والروماني، ما أثر على أعمالها اللاحقة. وجدت سبيرو جوًا دوليًا أكثر تنوعًا وشموليةً في أوروبا من عالم الفن في نيويورك في ذلك الوقت، فانتقلت وعائلتها إلى باريس حيث عاشوا من 1959 حتى 1964. وُلد ابن سبيرو الثالث في باريس، وأقامت الفنانة معارض فردية كبرى في باريس في غاليري بريتيو في 1962 و1964 و1968. في هذه الفترة، رسمت سبيرو سلسلة عنوانها لوحات سوداء صورت موضوعات تضم الأمهات والأطفال، والعشاق، والمومسات، والأشكال البشرية الحيوانية الهجينة. لهذه المجموعة من الأعمال معنى شخصي أكثر منه سياسي.

## سنيها اللاحقة
عادت سبيرو وغولوب إلى نيويورك في 1964، حيث ظل الزوجان ليعيشا ويعملا. كانت حرب فيتنام تستعر وحركة الحقوق المدنية تنفجر. بسبب تأثر سبيرو بصور الحرب التي كانت تُبث ليلًا على التلفاز والاضطرابات والعنف الظاهر في الشوارع، بدأت سلسلة الحرب خاصتها من 1966 حتى 1970. مثلت أعمال الجواش والحبر على ورق الصغيرة هذه، والتي نُفذت بسرعة، سفالة الحرب ودمارها. سلسلة الحرب من بين أكثر مجموعات الأعمال استدامة وقوة في هذا النوع من لوحات التاريخ التي تدين الحرب وعواقبها الحقيقية والدائمة.